# Mortiers (Aisne)
Mortiers település Franciaországban, Aisne megyében. Lakosainak száma 184 fő (2022. január 1.). Mortiers Barenton-sur-Serre, Bois-lès-Pargny, Chalandry, Crécy-sur-Serre és Dercy községekkel határos.

## Népesség
A település népességének változása:
| Lakosok száma | 246  | 199  | 207  | 211  | 201  | 192  | 187  | 178  | 180  | 184  |
|               | 1968 | 1982 | 1990 | 2006 | 2013 | 2015 | 2017 | 2019 | 2020 | 2022 |